# 2003 en fantasy
| Années de la fantasy : 2000 - 2001 - 2002 - 2003 - 2004 - 2005 - 2006    |
| Décennies de la fantasy : 1970 - 1980 - 1990 - 2000 - 2010 - 2020 - 2030 |

L'année 2003 a été marquée, en matière de fantasy, par les événements suivants.

## Romans - Recueils de nouvelles ou anthologies - Nouvelles
- 21 juin : publication originale en anglais britannique d'Harry Potter et l'Ordre du Phénix
- 26 août : publication originale en anglais américain d'Eragon, le premier tome du cycle de l'Héritage
- 3 décembre : publication de la traduction en français d'Harry Potter et l'Ordre du Phénix

## Films ou téléfilms
- 28 juin : première mondiale au parc Disneyland d'Anaheim de Pirates des Caraïbes : La Malédiction du Black Pearl, réalisé par Gore Verbinski.
- 1er décembre : première mondiale à Wellington du Seigneur des anneaux : Le Retour du roi, réalisé par Peter Jackson et adapté du roman de J. R. R. Tolkien